# Castelo do Pereira
O chamado Castelo do Pereira localizava-se na povoação ou Vila do Pereira, mais tarde Vila Velha, no Alto de Santo Antônio da Barra, atual bairro da Barra, em Salvador, no litoral do estado da Bahia, no Brasil.

## História
Esta estrutura foi erguida pelo donatário da Capitania da Bahia, Francisco Pereira Coutinho, a partir de 1536, quando fundou o seu estabelecimento - a povoação do Pereira. Para a sua defesa, no Alto de Santo Antônio da Barra, faz erguer uma rudimentar fortaleza de terra, artilhada (BARRETTO, 1958:165-166).
A estrutura defensiva da primitiva povoação foi descrita pelo Cronista João de Barros (Décadas da Ásia): Em torno da vila, o donatário fez uma cava e com a terra que tirou dela, entulhou os paus de madeira à maneira de taipais, em altura que fosse amparo aos que andavam por dentro. (in: BUENO, 1999:259). Esta tranqueira, segundo o cronista, era semelhante à que fora erguida pelo mesmo Francisco Pereira Coutinho vinte e cinco anos antes, sob as ordens de Afonso de Albuquerque, para a defesa de Goa, na Índia portuguesa.
Para sua residência, o donatário fez construir uma Casa-forte de pedra e cal. Esta estrutura foi estudada pelo historiador baiano Teodoro Sampaio, em 1949, e teria sido erguida a cem metros da vila, no local onde hoje se ergue o Forte de São Diogo. Ela possuía dois pavimentos, paredes sólidas guarnecidas com seteiras, guaritas, e não primava pela elegância. A torre foi construída no ângulo mais saliente e mais alto do terreno a ser defendido e ligava-se com as estacadas e fossos que lhe serviam de cortinas. (SAMPAIO. apud BUENO, 1999:259-260). Estava artilhada com quatro peças, adquiridas pelo donatário com os recursos que o rei D. João III (1521-1557) lhe dera para esse fim (BUENO, 1999:260).
Um maciço ataque dos Tupinambás em fins de 1545, forçou os colonos a abandonar o estabelecimento e a se refugiar em Porto Seguro. Poucos meses após o abandono da povoação, certamente informados pelos nativos, traficantes franceses de pau-brasil em uma nau, aportaram à baía de Todos os Santos, e saquearam os escombros da vila, recolhendo os canhões da fortificação:
"Ora sou informado por um Diogo Álvares [Caramuru], língua da terra, morador da Bahia, que aqui chegou em um caravelão, que, haverá dois ou três dias, partiu da dita Bahia uma nau da França, cujos tripulantes fizeram amizade com os brasis [os nativos] e levou toda a artilharia e fazenda que lá ficara e combinaram com os brasis de retornar daqui a quatro meses, com quatro ou cinco naus armadas e muita gente para povoar a terra (…) e por tal não ser serviço de Deus nem proveito de Vossa Alteza, antes a destruição de todo o Brasil, eu mandei a Francisco Pereira embarcar para esse Reino [Portugal] e fazê-lo saber a V. Alteza, e por ele não ir, o faço saber a V. Alteza e lhe informo disso para, com brevidade, prover como for o Seu serviço." (carta de Pedro do Campo Tourinho ao rei de Portugal, em 28 de julho de 1546. História da Colonização Portuguesa do Brasil (vol. 3). Porto: Litografia Nacional, 1924. apud: BUENO, 1999:267).
Diante da gravidade da situação, o donatário e seus colonos retornaram a Vila Velha, porém a embarcação que os transportava naufragou no recife das Pinaúnas, na ponta sul da ilha de Itaparica. Embora a maior parte tenha sobrevivido ao naufrágio, inclusive o donatário, foram capturados pelos Tupinambás, que os devoraram (1547). Com a trágica morte do donatário, a Capitania reverteu, por compra, à Coroa portuguesa (1548), que nela fez instalar a primeira Capital, a cidade de Salvador (1549).